# Lista de membros da Royal Society eleitos em 1902
Esta é uma lista de Membros da Royal Society eleitos em 1902.

## Fellows
- Ferdinand von Richthofen (1833 -1905)
- Julius Thomsen (1826 -1909)
- Edward Saunders (1848 -1910)
- John Brown (1850 -1911)
- Rubert William Boyce (1863 -1911)
- Henry Bovey (1850 -1912)
- George William Hill (1838 -1914)
- Hermann Maximilian Carl Ludwig Friedrich zu Solms-Laubach (1842 -1915)
- Richard Webster (1842 -1915)
- Sir James Stirling (1836 -1916)
- Gaston Darboux (1842 -1917)
- Ewald Hering (1834 -1918)
- Sydney Samuel Hough (1870 -1923)
- Robert Kidston (1852 -1924)
- Walter Hume Long 1st Viscount Long of Wraxall (1854 -1924)
- Sir George Taubman Goldie (1846 -1925)
- Albert Abraham Michelson (1852 -1931)
- Sir Horace Plunkett (1854 -1932)
- Sir William Bate Hardy (1864 -1934)
- Herbert Brereton Baker (1862 -1935)
- Thomas Mather (1856 -1937)
- Alfred Harker (1859 -1939)
- Sir William Jackson Pope (1870 -1939)
- Waldemar Christopher Brøgger (1851 -1940)
- John Henry Michell (1863 -1940)
- Sir Flinders Petrie (1853 -1942)
- Arthur Willey (1867 -1942)
- Hugh Newall (1857 -1944)